# Gösta Stäring
Gösta Edmund Emanuel Stäring, född 16 november 1892 i Maria Magdalena församling, Stockholm, död 9 juli 1975 i Sofia församling, Stockholm, var en svensk filmfotograf.
Stäring anställdes av Hasselbladfilm i Göteborg som filmfotograf. Han är begravd på Norra begravningsplatsen utanför Stockholm.

## Filmfoto i urval
- 1915 – Rosen på Tistelön
- 1916 – Fången på Karlstens fästning
- 1916 – Calle som miljonär
- 1916 – Calles nya kläder
- 1917 – Mellan liv och död
- 1918 – Fyrvaktarens dotter
- 1923 – Där norrskenet flammar
- 1924 – Löjen och tårar
- 1925 – Öregrund-Östhammar